# No Time to Spy: A Loud House Movie
No Time to Spy: A Loud House Movie (Loud House: Sem Tempo para Espionar no Brasil) é o telefilme de animação estadunidense de 2024, do gênero comédia e espionagem, baseado na série de animação The Loud House, criado por Chris Savino. Foi dirigido pelo veterano da série Kyle Marshall e estrela o elenco regular de vozes do programa. A história acompanha a família Loud enquanto eles vão a uma festa de casamento tropical e se envolvem em uma trama de superespião. É o terceiro filme de animação da franquia The Loud House depois de The Loud House Movie (2021) e The Casagrandes Movie (2024), e o quinto no geral.
Whitney Wetta e Jeffrey Sayers escreveram o roteiro. A sala dos roteiristas da série imaginou uma história de espionagem de Loud House durante a produção da sexta temporada, mas nenhum plano foi feito até que a Nickelodeon disse que queria fazer outro filme baseado na série. O telefilme foi produzido pela Nickelodeon Animation Studio e animado pela Jam Filled Entertainment. Jonathan Hylander compôs a partitura.
No Time to Spy: A Loud House Movie foi lançado na Paramount+ em 21 de junho de 2024 e foi seguido por uma estreia na Nickelodeon no mesmo dia.

## Enredo
37 anos atrás, Myrtle, como Agente 28, se infiltra no covil secreto do supervilão Dr. Rufus Dufus, que construiu um foguete armado com lasers que destruiria todos os satélites de comunicação da Terra na esperança de lançar o seu próprio.  Myrtle derrota com sucesso seus capangas, incluindo o ex-lutador que se tornou criminoso Ham Hand, mas logo é preso por Dufus.  No entanto, ela irrompe, derrota Ham Hand e começa a lutar contra Dufus.  No entanto, Dufus tropeça e é acidentalmente lançado ao espaço sideral.
Atualmente, a família Loud composta por Lincoln Loud suas dez irmãs Lori, Leni, Luna, Luan, Lynn Jr, Lucy, Lana, Lola, Lisa e Lily;  e os pais Rita e Lynn Loud Sr - estão saindo de férias para uma ilha tropical sem nome, onde Pop Pop, o avô materno das crianças, planeja se casar com Myrtle, enquanto o Sr. Grouse cuida da casa por enquanto.  Lincoln, fã da série de quadrinhos David Steele, está intrigado com o passado de Myrtle como agente secreto e deseja se tornar um agente secreto. No vôo, Lincoln conhece uma mulher chamada Fifi, que imediatamente fica irritada com as travessuras dos Louds.
Os Louds chegam ao Thunderbolt Resort que é administrado pelo primo de Flip, Flop. Logo, Pop Pop e Myrtle saem em uma pescaria, com Lincoln se juntando aos dois. Lincoln detecta alguma atividade suspeita no barco e tenta tirar algumas fotos com uma câmera que trouxe, mas logo é avistado e emboscado por um grupo de capangas; Myrtle consegue derrotar todos eles, mas a câmera de Lincoln se perde no processo. Lincoln fica pasmo, tendo acabado de ver as proezas de luta de Myrtle, mas ela minimiza isso e o desencoraja de ir em novas missões de espionagem devido ao perigo que isso representa. Myrtle contata seu chefe, X, dizendo que eles precisam deixar a ilha, mas Lincoln envia uma mensagem para ela pelas costas de Myrtle, dizendo a X que ela aceitou a missão. Lá fora, Lincoln encontra Fifi novamente, que lhe devolve sua câmera perdida.
Lincoln liga para seu melhor amigo, Clyde McBride, para inspecionar uma das fotos que tirou da atividade suspeita; ele rastreia até um restaurante próximo chamado Rubiner's. Lincoln vai para lá, mas é avistado por Myrtle, que faz com que um mensageiro chamado Owen se disfarce como ela enquanto ela persegue Lincoln. A família retorna e leva Owen em uma viagem com Flop como motorista de limusine, sem saber que a verdadeira Myrtle está no Rubiner's. Lincoln entra no restaurante e se encontra com Fifi, mas logo ouve os capangas discutindo planos anteriores, fugindo para ouvir.
Lincoln é afastado por Myrtle, que o repreende assim que ele confessa que aceitou a missão, mas ele diz a ela que os capangas anteriores estão planejando construir um foguete para "Dufus", para grande confusão de Myrtle. Os dois logo são avistados pelos capangas de Dufus, mas Myrtle e Lincoln trabalham juntos para derrotar todos eles. Os dois então saem do restaurante em uma motocicleta, mas ainda são perseguidos pelos capangas de Dufus. Embora sejam capazes de fugir de seus perseguidores, eles logo são emboscados por Ham Hand, e Myrtle é capturada enquanto Lincoln escapa.  O resto da família encontra Lincoln na beira da estrada e o pega. Lincoln conta a eles o que aconteceu com Myrtle e expõe Owen, que estava disfarçado o tempo todo. A família está determinada a salvar Myrtle e, com a ajuda de Lisa, eles conseguem dispositivos que os ajudarão.
Na manhã seguinte, a família consegue deduzir que a base de Dufus fica em uma montanha próxima. Fifi chega com um carrinho alugado, mas avisa os capangas da patrulha. Rita pega a charrete, que logo é cercada por outro grupo de capangas. Os Louds conseguem despistá-los e o buggy para em uma entrada secreta.  Os Louds são forçados a se separar para encontrar a cela de Myrtle. Enquanto isso, Myrtle atrai dois guardas para sua cela, permitindo que ela escape. Os Louds, sem saber da fuga de Myrtle, entram no que parece ser sua cela, mas em vez disso tropeçam em uma armadilha. Myrtle luta contra Ham Hand e o nocauteia momentaneamente ao descobrir que os outros Louds estão agora em um foguete que está sendo lançado por Fifi, que se revela ser a esposa de Rufus e que ele foi lançado ao espaço por Myrtle de propósito (ao contrário ao que Lincoln foi informado), levando-a a implementar um plano de vingança, aproveitando a ingenuidade de Lincoln para atrair todos para o foguete e levar embora a família de Myrtle, assim como Myrtle levou seu marido.
Myrtle luta com Fifi pela custódia do controle remoto, mas o foguete é lançado com todos os Louds a bordo enquanto Fifi (voluntariamente) cai de um penhasco. Vendo a situação em que todos se encontram, Lincoln admite a derrota, mas Myrtle descobre uma maneira de escapar, usando a fossa séptica como cápsula de fuga. Porém, um dos Louds teria que ficar para trás para lançá-lo;  Myrtle se oferece para ficar, mas Lincoln, vendo o amor que Pop Pop e Myrtle têm um pelo outro, os força a sair e lança o tanque (esmagando inadvertidamente Ham Hand no processo). No entanto, Lisa invade um satélite para desviá-lo do curso, enviando o foguete de volta à Terra, e Pop Pop liberta Lincoln. A família se une em um abraço amoroso.
Tendo perdido as alianças durante a briga com Fifi, Lincoln presenteia Myrtle com um par de alianças de bambu, tendo-as obtido após vender seu relógio David Steele para Flop. Pop Pop e Myrtle se casam, com o casamento sendo oficializado por Flop com X também presente. Mais tarde naquela noite, Lincoln avista Fifi e Ham Hand, que ainda estão vivos, amarrados com Flop dizendo-lhe que ficarão encarcerados por um longo tempo.

## Elenco de voz
| Personagem               | Dublador/Ator original |
| ------------------------ | ---------------------- |
| Lincoln Loud             | Bentley Griffin        |
| Myrtle                   | Alex Cazares           |
| Pop-Pop                  | Piotr Michael          |
| Capanga do barco         | Piotr Michael          |
| Patrono do Karaokê       | Piotr Michael          |
| Lynn Loud Sr.            | Brian Stepanek         |
| Todd                     | Brian Stepanek         |
| Capanga dos Shorts Cargo | Brian Stepanek         |
| Fifi                     | Amy Sedaris            |
| Lynn Loud Jr.            | Jessica DiCicco        |
| Lucy Loud                | Jessica DiCicco        |
| Lisa Loud                | Lara Jill Miller       |
| Rita Loud                | Jill Talley            |
| Voz do Computador        | Jill Talley            |
| Sr. Grouse               | John DiMaggio          |
| Flip                     | John DiMaggio          |
| Henchman Mo              | John DiMaggio          |
| Lola Loud                | Grey DeLisle           |
| Lana Loud                | Grey DeLisle           |
| Lily Loud                | Grey DeLisle           |
| Ham Hand                 | Paul Wight             |
| Lori Loud                | Catherine Taber        |
| Owen                     | Chester Rushing        |
| Guarda #1                | Chester Rushing        |
| Clyde McBride            | Jaeden White           |
| X                        | Sarah Niles            |
| Luna Loud                | Nika Futterman         |
| Sr. Dufus                | Dan Fogler             |
| Luan Loud                | Christina Pucelli      |
| Leni Loud                | Liliana Mumy           |
| Harold McBride           | Khary Payton           |

## Produção

### Anúncio
No final de abril de 2024, a Nickelodeon lançou um teaser promocional para um novo filme de animação baseado em The Loud House, intitulado No Time to Spy: A Loud House Movie. No final de maio de 2024, mais detalhes sobre o filme foram divulgados, incluindo elenco, equipe técnica e data de lançamento. Os regulares da série Bentley Griffin, Alex Cazares, Piotr Michael, Jill Talley, Brian Stepanek, Catherine Taber, Liliana Mumy, Nika Futterman, Cristina Pucelli, Jessica DiCicco, Grey DeLisle e Lara Jill Miller lideram o elenco de vozes. O filme foi dirigido pelo diretor supervisor da série e co-produtor executivo Kyle Marshall, e escrito por Whitney Wetta e Jeffrey Sayers. O filme é produzido pela Nickelodeon Animation Studio, e Jam Filled Entertainment forneceu a animação. Michael Rubiner, produtor executivo da série, também foi produtor executivo do filme.

### Desenvolvimento
A base para a história do filme foi criada no episódio da 6ª temporada "Pop Pop the Question". A ideia foi repetida na sala dos roteiristas, mas nenhum plano foi feito até que a Nickelodeon disse que queria fazer outro filme baseado na série. Os escritores sabiam que queriam que a história girasse em torno de um casamento entre Pop Pop e Myrtle.  Isso, em conjunto com o passado de espionagem de Myrtle que eles criaram na série, os levou a fazer um filme do gênero espião. Na série, eles apresentaram o personagem David Steele como a nova sensação dos fãs de Lincoln e Clyde, então eles sentiram que fazer um filme de espionagem parecia natural. A equipe se inspirou em vários filmes de James Bond durante a produção e tentou refletir o ritmo e a estrutura deles. O vilão Ham Hand foi inspirado em Jaws, que apareceu pela primeira vez em The Spy Who Loved Me (1977).
No que diz respeito à natureza excêntrica do filme em comparação com os primeiros dias da série, Marshall fez uma comparação com a sitcom animada de longa duração Os Simpsons e disse: "É natural que comecemos a encontrar algum território novo para o meu que não fizemos antes". Ele acrescentou: “Mas, ao mesmo tempo, eu diria que não importa como expandimos o mundo ou quão louco ele fique, tentamos sempre ter algum tipo de história de personagem fundamentada que esteja por trás dele e que ainda seja relacionada a crianças”. Para equilibrar o grande conjunto de personagens do filme, os cineastas fizeram com que todos trabalhassem com o mesmo objetivo, independentemente das tramas paralelas que haviam sido criadas.

### Música
Jonathan Hylander teve forte influência do trabalho de John Barry em Thunderball (1965) ao compor a trilha sonora do filme. Hylander também escreveu a música de abertura do filme, após a qual Marshall e o chefe de história, Ari Castleton, disseram ao artista Toby Parry a direção que queriam para a sequência visual de abertura com a qual foi combinada. David Vasquez editou a primeira versão e Tony Molina, editor-chefe de imagem, finalizou. Para a sequência, Jam Filled tentou levar a aparência e o movimento dos personagens em uma direção mais cinematográfica, ao mesmo tempo que se ajustava ao tom da série. O álbum de trilha sonora foi lançado pela gravadora Republic Records Kids & Family em 21 de junho de 2024, mesmo dia do filme.
Lista de músicas
| N.º            | Título                       | Compositor(es)                      | Intérprete(s)                    | Duração |  |
| 1.             | "No Time To Spy"             | Jonathan Hylander                   | The Loud House                   | 00:40   |  |
| 2.             | "The Plane Case"             | Jonathan Hylander                   | Jonathan Hylander The Loud House | 02:15   |  |
| 3.             | "Dufus' Layer"               | Jonathan Hylander                   | Jonathan Hylander The Loud House | 02:59   |  |
| 4.             | "Around The Loud House"      | Jonathan Hylander                   | Jonathan Hylander The Loud House | 01:23   |  |
| 5.             | "One Little Palm Tree"       | Jonathan Hylander                   | Jonathan Hylander The Loud House | 01:40   |  |
| 6.             | "Myrtle Refuses the Call"    | Jonathan Hylander                   | Jonathan Hylander The Loud House | 02:02   |  |
| 7.             | "Oooh Girl (If I Could)"     | Jonathan Hylander                   | Jonathan Hylander The Loud House | 00:41   |  |
| 8.             | "Rubiner's"                  | Jonathan Hylander                   | Jonathan Hylander The Loud House | 01:52   |  |
| 9.             | "Cafe Fight"                 | Jonathan Hylander                   | Jonathan Hylander The Loud House | 01:20   |  |
| 10.            | "Moped Chase"                | Jonathan Hylander                   | Jonathan Hylander The Loud House | 02:15   |  |
| 11.            | "Ham Hands"                  | Jonathan Hylander                   | Jonathan Hylander The Loud House | 01:04   |  |
| 12.            | "What Would David Steele Do" | Jonathan Hylander                   | Jonathan Hylander The Loud House | 01:28   |  |
| 13.            | "The Right Equipment"        | Jonathan Hylander                   | Jonathan Hylander The Loud House | 01:28   |  |
| 14.            | "Dune Buggy Chase"           | Jonathan Hylander                   | Jonathan Hylander The Loud House | 02:48   |  |
| 15.            | "Caught on a Catwalk"        | Jonathan Hylander                   | Jonathan Hylander The Loud House | 01:34   |  |
| 16.            | "Myrtle Rights Ham Hand"     | Jonathan Hylander                   | Jonathan Hylander The Loud House | 02:28   |  |
| 17.            | "Fifi's Reveal"              | Jonathan Hylander                   | Jonathan Hylander The Loud House | 02:41   |  |
| 18.            | "Fifi's Revenge"             | Jonathan Hylander                   | Jonathan Hylander The Loud House | 03:14   |  |
| 19.            | "All My Fault"               | Jonathan Hylander                   | Jonathan Hylander The Loud House | 03:15   |  |
| 20.            | "Back to Earth"              | Jonathan Hylander                   | Jonathan Hylander The Loud House | 02:28   |  |
| 21.            | "Lincoln's Safe"             | Jonathan Hylander                   | Jonathan Hylander The Loud House | 01:23   |  |
| 22.            | "What A Hero Is"             | Jonathan Hylander                   | Jonathan Hylander The Loud House | 00:51   |  |
| 23.            | "Island Weedding"            | Jonathan Hylander                   | Jonathan Hylander The Loud House | 00:36   |  |
| 24.            | "Loud House Family"          | Demitri Lerios Hope Bartimioli Thal | The Loud House                   | 02:48   |  |
| Duração total: | Duração total:               | Duração total:                      | Duração total:                   | 45:19   |  |

## Lançamento
No Time to Spy: A Loud House Movie foi lançado na Paramount+ em 21 de junho de 2024, e foi seguido por uma estreia na Nickelodeon no mesmo dia.
No Brasil, o telefilme foi lançado em 23 de junho de 2024 no Paramount+ e na Nickelodeon Brasil.

## Recepção
David Kaldor, do Bubbleblabber, deu ao filme uma classificação de 7 em 10. Ele elogiou sua acessibilidade a novos espectadores e disse: "No geral, é um momento divertido para todos e uma maneira excelente de passar [sic] setenta e cinco a noventa minutos."